# Sutterhöjden
Sutterhöjden is een plaats in de gemeente Karlstad in het landschap Värmland en de provincie Värmlands län in Zweden. De plaats heeft 78 inwoners (2005) en een oppervlakte van 30 hectare.